# Кікінецу
Кікінецу (рум. Chichinețu) — село у повіті Бреїла в Румунії. Входить до складу комуни Чочиле.
Село розташоване на відстані 101 км на північний схід від Бухареста, 74 км на південний захід від Бреїли, 129 км на північний захід від Констанци, 90 км на південний захід від Галаца.

## Населення
За даними перепису населення 2002 року у селі проживала 501 особа, з них 500 осіб (99,8%) румунів. Рідною мовою 500 осіб (99,8%) назвали румунську.